# Liljemagnolia
Liljemagnolia (Magnolia liliflora) är en art i magnoliasläktet och i familjen magnoliaväxter. Förekommer i Kina.

## Synonymer
- Lassonia quinquepeta Buchoz
- Magnolia quinquipeta (Buchoz) Dandy